# Palma Antigua el Vite
Palma Antigua el Vite är en ort i Mexiko.   Den ligger i kommunen Huasca de Ocampo och delstaten Hidalgo, i den sydöstra delen av landet, 110 km nordost om huvudstaden Mexico City. Palma Antigua el Vite ligger 2 058 meter över havet och antalet invånare är 160.
Terrängen runt Palma Antigua el Vite är huvudsakligen kuperad, men åt sydost är den platt. Terrängen runt Palma Antigua el Vite sluttar norrut. Runt Palma Antigua el Vite är det ganska tätbefolkat, med 75 invånare per kvadratkilometer. Närmaste större samhälle är Mineral del Monte, 19,4 km sydväst om Palma Antigua el Vite. Omgivningarna runt Palma Antigua el Vite är en mosaik av jordbruksmark och naturlig växtlighet.